# Ульяники (Волынская область)
Ульяники (укр. Уляники) — село в Копачовской сельской общине Луцкого района Волынской области Украины.
Код КОАТУУ — 0724587101. Население по переписи 2001 года составляет 596 человек. Почтовый индекс — 45154. Телефонный код — 3368. Занимает площадь 2,985 км².

## История
В 1946 году указом ПВС УССР село Ульяники-Украинские переименовано в Ульяники.
До 2020 года входило в Рожищенский район.